# DOC Kaas
DOC Kaas (eigentlich Drents-Overijsselse Coöperatie; international auch unter der Marke Dutch Original Cheese auftretend) ist eine niederländische Molkereigenossenschaft mit Sitz in Hoogeveen. Sie hat rund 1.200 Mitglieder und verarbeitet jährlich etwa eine Milliarde Kilogramm Milch zu 130.000 Tonnen vorwiegend Naturkäse. Damit ist DOC Kaas die zweitgrößte Käseerzeugerin der Niederlande. Im Geschäftsjahr 2014 erzielte das Unternehmen einen Umsatz von 558 Millionen Euro.
Nachdem 2012 ein erster Anlauf zur Fusion mit dem größten deutschen Milchverarbeitungskonzern Deutsches Milchkontor gescheitert war, erteilte im März 2016 die Europäische Kommission hierfür die Freigabe ohne Auflagen. DOC Kaas ist seit dem Zusammenschluss am 1. April 2016 Miteigentümer des deutschen Milchunternehmens DMK GmbH. Sie agiert als ein vollständiges Tochterunternehmen, operiert aber eigenständig und behält seine genossenschaftliche Struktur (DOC Kaas B.A.).
2017 übernimmt DOC die Marke und die niederländischen Unternehmensaktivitäten von Uniekaas.

## Belege
1. ↑  Duitsers mogen kaasmaker DOC toch overnemen. Het Financieele Dagblad, 4. März 2016
2. ↑  Neuer Geschäftsführer für die Molkereigenossenschaft DOC Kaas (Memento des Originals vom 6. März 2016 im Internet Archive)  Info: Der Archivlink wurde automatisch eingesetzt und noch nicht geprüft. Bitte prüfe Original- und Archivlink gemäß Anleitung und entferne dann diesen Hinweis., 25. November 2013
3. 1 2 3  Geschäftsbericht 2014 (Memento des Originals vom 19. März 2016 im Internet Archive)  Info: Der Archivlink wurde automatisch eingesetzt und noch nicht geprüft. Bitte prüfe Original- und Archivlink gemäß Anleitung und entferne dann diesen Hinweis. (niederländisch)
4. ↑  Klaus Max Smolka: Käsekrieg in den Niederlanden. In: Frankfurter Allgemeine Zeitung, 21. Mai 2015, S. 22.
5. ↑   Grünes Licht für Fusion zwischen Molkerei-Größen DMK und DOC Kaas. FAZ, 4. März 2016, archiviert vom Original am 5. März 2016.
6. ↑  DOC übernimmt Uniekaas In: top agrar Online vom 13. Juli 2017.